# 국가개발은행
국가개발은행(중국어 간체자: 国家开发银行, 정체자: 國家開發銀行, 병음: Guójiā Kāifā Yínháng)은 중화인민공화국 국무원의 국가 정책성 금융 기구에 속한다.
1994년 3월에 설립되었으며, 국가개발은행은 국무원의 지도에 직속하며, 정부급 단위이며, 현 은행장은 陈元이 맡고 있다. 은행의 본사는 북경시 서성구 부성문외대로 29호에 지어졌고, 전국 30개성시의 자치구에 심천, 대련 등의 지역에 지점이 있고, 그밖에 홍콩 특별 행정구와 서장에 대표 지점이 있다. 은행 창립 이래로, 이미 황하, 장강, 서부 대개발 지역, 진흥 동부 지역, 신농촌 건설 등 국가의 중대한 건설 항목과 기초 산업 배양 공정등 4천 여개의 항목에 투자를 실시하고 있으며, 자금의 총액은 1.6조 (인민폐)에 달한다. 그 자금의 근원은 주로 국제 금융 시장이 발행한 채권 등을 통해 조달한다. 2006년 9월 말까지의 개설한 표에서 관리 자금은 10965억 위안에 달하며, 그 기간의 누계 원리의 회수율은 연속으로 27분기동안 국제적으로 좋은 수준을 유지하고 있고, 주요 경영 지표는 국제 선진수준을 유지하는 것이다.